# Amarante Futebol Clube
O Amarante Futebol Clube é um clube português, sediado na cidade de Amarante, distrito do Porto. O estádio onde do clube manda o seus jogos é o Estádio Municipal de Amarante.

## História
O clube foi fundado em 4 de Março de 1923 e o seu atual presidente chama-se António Duarte.
Rui Mariachi, Obama Ribeiro, Balotelli e Patchú foram algumas das mais-valias no plantel do Amarante FC na época de 2022/23.

## Futebol

### Histórico
|                   | Nº Presenças | Títulos | Épocas  |
| ----------------- | ------------ | ------- | ------- |
| Temporadas na 1ª  | 0            |         |         |
| Temporadas na 2ª  | 0            |         |         |
| Temporadas na 2ªB | 9            |         |         |
| Temporadas na 3ª  | 19           | 1       | 2007/08 |
| Taça de Portugal  | 29           |         |         |
| Taça da Liga      | 0            |         |         |

Inclui a época 2008/09

### Prestações por Época[2]
| Época   | Divisão                       | Pos. | J  | V  | E  | D  | G     | Pts | Taça Portugal   | Notas                      |
| ------- | ----------------------------- | ---- | -- | -- | -- | -- | ----- | --- | --------------- | -------------------------- |
| 1963-64 | Distritais - 2ª Divisão       | 1º   | ?? | ?? | ?? | ?? | ??    | ??  | Não participou  | Promovido                  |
| 1965-66 | III Divisão - 1ª Série        | 1º   | 10 | 7  | 2  | 1  | 29-10 | 16  | Não participou  | Play-off (QF)              |
| 1976-77 | Distritais - 1ª Divisão       | ??   | ?? | ?? | ?? | ?? | ??    | ??  | Não participou  | Promovido                  |
| 1977-78 | III Div. - Série B            | 7º   | 30 | 12 | 6  | 12 | 41-39 | 30  | 3ª Eliminatória |                            |
| 1978-79 | III Div. - Série B            | 2º   | 30 | 19 | 6  | 5  | 52-20 | 44  | 1ª Eliminatória | Promovido                  |
| 1979-80 | II Divisão - Zona Norte       | 12º  | 30 | 13 | 3  | 14 | 29-40 | 29  | 2ª Eliminatória |                            |
| 1980-81 | II Divisão - Zona Norte       | 11º  | 30 | 10 | 9  | 11 | 31-35 | 29  | 1ª Eliminatória |                            |
| 1981-82 | II Divisão - Zona Norte       | 15º  | 30 | 4  | 6  | 20 | 23-60 | 14  | 3ª Eliminatória | Despromovido               |
| 1982-83 | III Div. - Série B            | 12º  | 30 | 9  | 10 | 11 | 28-33 | 28  | 2ª Eliminatória |                            |
| 1983-84 | III Div. - Série B            | 9º   | 30 | 10 | 10 | 10 | 35-30 | 30  | 1ª Eliminatória |                            |
| 1984-85 | III Div. - Série B            | 1º   | 30 | 18 | 6  | 6  | 35-17 | 42  | 4ª Eliminatória | 3º Ap. Campeão - Promovido |
| 1985-86 | II Divisão - Zona Norte       | 15º  | 30 | 4  | 8  | 18 | 27-56 | 16  | 4ª Eliminatória | Despromovido               |
| 1986-87 | III Div. - Série B            | 7º   | 30 | 12 | 8  | 10 | 51-48 | 32  | 1ª Eliminatória |                            |
| 1987-88 | III Div. - Série B            | 2º   | 38 | 23 | 8  | 7  | 55-26 | 54  | 1ª Eliminatória | Promovido                  |
| 1988-89 | II Divisão - Zona Norte       | 17º  | 34 | 4  | 9  | 21 | 26-63 | 17  | 2ª Eliminatória | Despromovido               |
| 1989-90 | III Div. - Série B            | 5º   | 34 | 14 | 13 | 7  | 46-34 | 41  | 1ª Eliminatória |                            |
| 1990-91 | II Divisão B - Zona Norte     | 14º  | 38 | 15 | 8  | 15 | 51-50 | 38  | 3ª Eliminatória | Despromovido               |
| 1991-92 | III Div. - Série B            | 4º   | 34 | 16 | 6  | 12 | 44-31 | 38  | 3ª Eliminatória |                            |
| 1992-93 | III Div. - Série B            | 5º   | 34 | 18 | 6  | 10 | 54-40 | 42  | 4ª Eliminatória |                            |
| 1993-94 | III Div. - Série B            | 2º   | 34 | 22 | 5  | 7  | 68-39 | 49  | 2ª Eliminatória | Promovido                  |
| 1994-95 | II Divisão B - Zona Norte     | 13º  | 34 | 10 | 10 | 14 | 31-41 | 30  | 2ª Eliminatória |                            |
| 1995-96 | II Divisão B - Zona Norte     | 15º  | 34 | 10 | 10 | 14 | 42-51 | 40  | 3ª Eliminatória | Despromovido               |
| 1996-97 | III Div. - Série B            | 17º  | 34 | 8  | 9  | 17 | 45-56 | 33  | 2ª Eliminatória | Despromovido               |
| 1997-98 | Distritais - 1ª Divisão Honra | 2º   | ?? | ?? | ?? | ?? | ??    | ??  | Não participou  | Promovido                  |
| 1998-99 | III Div. - Série B            | 13º  | ?? | ?? | ?? | ?? | ??    | ??  | 2ª Eliminatória |                            |
| 1999-00 | III Div. - Série B            | 14º  | ?? | ?? | ?? | ?? | ??    | ??  | 1ª Eliminatória |                            |
| 2000-01 | III Div. - Série B            | 11º  | ?? | ?? | ?? | ?? | ??    | ??  | 1ª Eliminatória |                            |
| 2001-02 | III Div. - Série B            | 14º  | ?? | ?? | ?? | ?? | ??    | ??  | 2ª Eliminatória |                            |
| 2002-03 | Distritais - Divisão Honra    | 10º  | ?? | ?? | ?? | ?? | ??    | ??  | Não participou  |                            |
| 2003-04 | Distritais - Divisão Honra    | 4º   | ?? | ?? | ?? | ?? | ??    | ??  | Não participou  |                            |
| 2004-05 | Distritais - Divisão Honra    | 3º   | ?? | ?? | ?? | ?? | ??    | ??  | 2ª Eliminatória |                            |
| 2005-06 | Distritais - Divisão Honra    | 1º   | 34 | 22 | 8  | 4  | 70-21 | 74  | 1ª Eliminatória | Promovido                  |
| 2006-07 | III Div. - Série B            | 9º   | 30 | 11 | 7  | 12 | 41-42 | 40  | 1ª Eliminatória |                            |
| 2007-08 | III Div. - Série B            | 2º   | 26 | 15 | 5  | 6  | 43-26 | 50  | 3ª Eliminatória | Qualif. para Fase Promoção |
| 2007-08 | III Div. - Série B            | 1º   | 10 | 8  | 1  | 1  | 27-12 | 50  | 3ª Eliminatória | Campeão - Promovido        |
| 2008-09 | II Div. - Série B             | 9º   | 22 | 6  | 5  | 11 | 24-41 | 23  | 1ª Eliminatória | Qualif. para Fase Descida  |
| 2008-09 | II Div. - Série B             | 4º   | 6  | 2  | 0  | 4  | 7-12  | 18  | 1ª Eliminatória |                            |
| 2009-10 | III Div. - Série B            | 2º   | ?? | ?? | ?? | ?? | ??-?? | ??  |                 | Qualif. para Fase Promoção |
| 2009-10 | III Div. - Série B            | 6º   | ?? | ?? | ?? | ?? | ??-?? | ??  |                 |                            |
| 2010-11 | III Div. - Série B            | 2º   | ?? | ?? | ?? | ?? | ??-?? | ??  |                 | Qualif. para Fase Promoção |
| 2010-11 | III Div. - Série B            | 1º   | ?? | ?? | ?? | ?? | ??-?? | ??  | Promovido       |                            |
| 2011-12 | II Div. - Série Centro        | 5º   | ?? | ?? | ?? | ?? | ??-?? | ??  |                 |                            |
| 2011-12 | II Div. - Série Centro        | 4º   | ?? | ?? | ?? | ?? | ??-?? | ??  |                 |                            |

Chave: J = Nº de jogos disputados; V = Vitória; E = Empate; D = Derrota; G = Golos; Pts = Pontos
Posição actual em 14 de Abril de 2009.
Nota: As competições Distritais em que o Amarante FC encontrou-se envolvido estão todas ligadas à Associação de Futebol do Porto.
Legenda: QF - Quartos de final.

### Palmarés

#### Seniores
Nacional
- Campeonato da III Divisão: 1 (2007/08)
- Campeonato de Portugal: 1 (2023/24)

Distrital
- Campeonato Distrital da I Divisão de Honra: 2 (1976/77, 2005/06)
- Campeonato Distrital da II Divisão: 1 (1963/64)

Outros
- Prova Preparação - I Divisão Distrital: 1 (1966/67)
- Campeonato Distrital Reservas I Divisão: 1 (1970/71)
- Torneio Início: 1 (1980/81)

#### Juniores
- Campeonato Distrital da I Divisão: 2 (1936/37, 1979/80)
- Campeonato Distrital da II Divisão: 1 (1998/99)

#### Juvenis
- Campeonato Distrital da I Divisão: 1 (1993/94)

#### Iniciados
- Campeonato Distrital da I Divisão: 1 (2001/02)